# Harry Tate
Harry Francis Tate (St. Louis, 31 luglio 1886 – St. Louis, 27 ottobre 1954) è stato un calciatore statunitense, di ruolo attaccante.
Nel 1904 fece parte della squadra del St. Rose Parish che conquistò la medaglia di bronzo nel torneo di calcio dei Giochi della III Olimpiade.